# Avocado (California)
Avocado es un área no incorporada ubicada en el condado de Fresno en el estado estadounidense de California.

## Geografía
Avocado se encuentra ubicada en las coordenadas 36°47′22″N 119°24′15″O / 36.78944, -119.40417.